# Pseudococcus dorsospinosus
Pseudococcus dorsospinosus är en insektsart som beskrevs av Wirjati 1958. Pseudococcus dorsospinosus ingår i släktet Pseudococcus och familjen ullsköldlöss. Inga underarter finns listade i Catalogue of Life.